# Gupteswor
Gupteswor (nep. गुप्तेश्वर) – gaun wikas samiti we wschodniej części Nepalu w strefie Kośi w dystrykcie Bhojpur. Według nepalskiego spisu powszechnego z 2001 roku liczył on 426 gospodarstw domowych i 2336 mieszkańców (1208 kobiet i 1128 mężczyzn).